# Howe (Yorkshire du Nord)
Pour les articles homonymes, voir Howe.
Howe est un village et une paroisse civile du Yorkshire du Nord, en Angleterre.